# Actinote subdemonica
Actinote subdemonica är en fjärilsart som beskrevs av Embrik Strand 1916. Actinote subdemonica ingår i släktet Actinote och familjen praktfjärilar. Inga underarter finns listade i Catalogue of Life.